# 兴亚观音

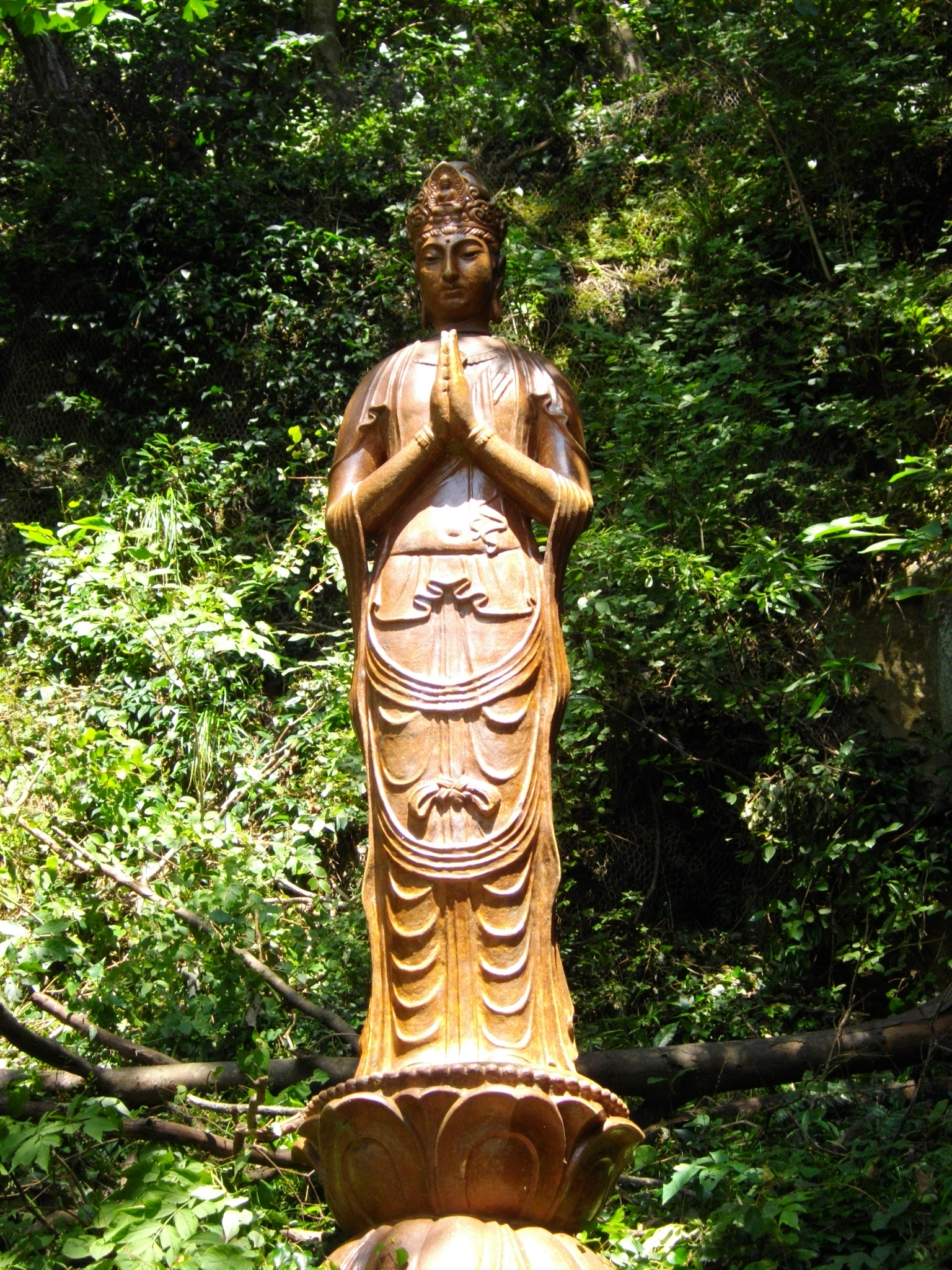
兴亚观音

兴亚观音（日语：／ Kōa Kannon）是位于日本静冈县热海市伊豆山的观音像及观音庙，属于日蓮宗分离出来的法華宗陣門流风格，但并不属于这一派别。

## 历史
1945年第二次世界大战日本战败后，于1948年11月12日远东国际军事法庭将东条英机、土肥原贤二、板垣征四郎、木村兵太郎、松井石根、武藤章和广田弘毅七个甲级战犯判处绞刑，后来由于小矶国昭的律师三文字正平将此七名战犯骨灰秘密回收，埋葬于此。此处还供奉着1061多名乙、丙级战犯，也被称为日本的“小靖国神社”，日本人将七名甲级战犯供奉于「七士之碑」，1068名战犯供奉于「大东亚战争殉国刑死1068柱供养碑」。
1971年12月12日，观音像、“供养柱”与“七士之碑”遭到东亚反日武装战线爆破袭击，后被修复。

## 交通
东日本旅客铁道东海道本线汤河原站